# Erdődy (geslacht)

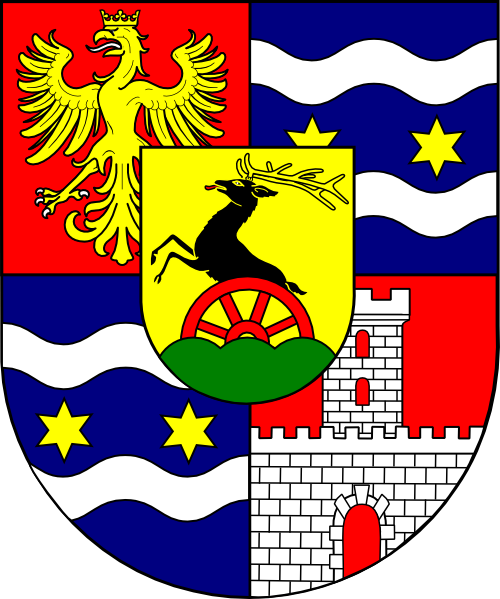
Wapenschild van de familie Erdődy

Erdődy de Monyorókerék et Monoszló is de naam van een Hongaars-Kroatisch adelsgeslacht, met zowel bezittingen in Hongarije als Kroatië. 

## Geschiedenis
De naam van de familie duikt voor het eerst op in de geschiedenis in een document uit 1187, onder de vorm Bakoch de genere Erdewd. De Erdődy's waren afkomstig uit het stadje Erdőd, het huidige Ardud in hedendaags Roemenië, niet ver van Szatmár. Ze stamden af van de familie Bakócz, die aanvankelijk tot de horigenstand behoorde op de landgoederen van de familie Drágffy. Gaandeweg vergaarde het geslacht echter rijkdom. De familie werd in 1459 in de adelstand verheven en ontving in 1485 de titel van graaf. De eerste erfelijke graaf in Hongarije was Johannes Hunyadi sinds 1453. 
De familie werd door de Habsburgse monarchie in 1565 erkend, waarna ze de titel van rijksgraaf ontving. In 1566 ontving Péter Erdődy (1504-1567) zelfs de titel van rijksvorst, maar omdat men vergat ook deze titel gelijk te stellen, werd ze niet overgedragen op zijn zonen. Daarnaast draagt de familie de titel van baron van Monyorókerék (een dorpje in het Oostenrijkse Burgenland) en graaf van Monoszló (een streek in Centraal-Kroatië).

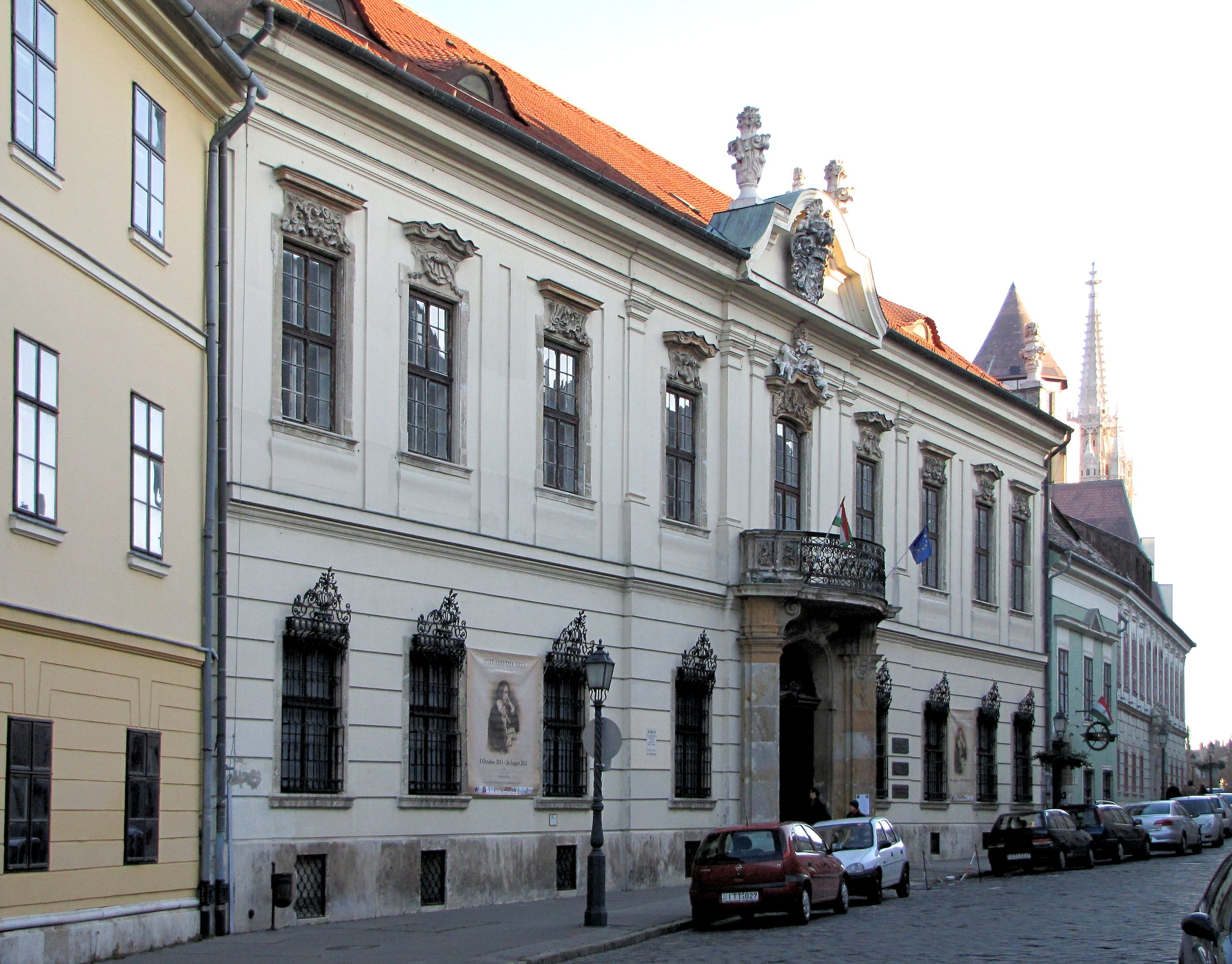
Paleis Erdődy in Boedapest

Verschillende leden uit het geslacht Erdődy oefenden belangrijke functies uit binnen Hongarije, zoals opperste landrechter, opperste schatbewaarder, kamerheer, ban van Kroatië, bisschop, opperste stalmeester en generaal. Omwille van de grote bijdrage van de familie aan de oorlogen tegen de Ottomanen, benoemde koning Rudolf hen tot eeuwigdurend gespan van het comitaat Varaždin, waarna de familie 17 župans leverde tot 1845.
De familie bezat vele landgoederen in West-Hongarije en Kroatië, wat hen tot een van de grootste grondbezitters van het rijk maakte en ze als magnaat werden aangeduid. Paleis Erdődy in Wenen, dat werd verworven van de Esterházy's, leed onder bombardementen tijdens de Tweede Wereldoorlog en werd vervolgens gesloopt in 1955. Na het uiteenvallen van Oostenrijk-Hongarije verloren de Erdődy's een groot deel van hun bezittingen in de opvolgerstaten, grotendeels door onteigening onder de Hongaarse Radenrepubliek. Hierdoor vluchtte een deel van de familie naar Duitsland en Frankrijk.